# بخش سردرود
بخش سردرود، یکی از بخش‌های شهرستان رزن در استان همدان ایران است. مرکز این بخش، شهر دمق است.

## تقسیمات کشوری
- بخش سردرود
  - دهستان سردرود علیا
  - دهستان سردرود سفلی
- شهر: دمق

## جمعیت
بر پایه سرشماری عمومی نفوس و مسکن در سال ۱۳۹۵، جمعیت بخش سردرود برابر با ۲۳٬۰۱۷ نفر بوده‌است.